# Tierra quemada

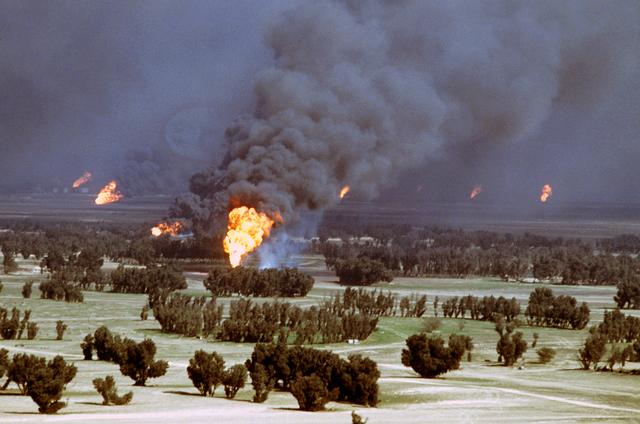
Pozos petrolíferos ardiendo en Kuwait tras la retirada de los iraquíes en 1991 durante la guerra del Golfo.

La política de tierra quemada o de tierra arrasada es una táctica militar que consiste en destruir absolutamente todo lo que pueda ser de utilidad al enemigo cuando una fuerza avanza a través de un territorio o se retira del mismo.
El origen histórico de la locución «tierra quemada» proviene seguramente de la práctica de quemar los campos de cereales durante las guerras y conflictos en la antigüedad. Sin embargo, no se limita en absoluto a cosechas o víveres, sino que incluye cualquier tipo de refugio, transporte o posibilidad de suministro al enemigo.
La táctica de la tierra arrasada es una acción que vincula los aspectos militares y económicos o incluso psicológicos de una estrategia militar. Estas acciones destructivas tienen la ventaja de que no requieren adelantos tecnológicos ni una especialización particular por parte de los combatientes que la aplican. Cuando se emplea en territorio enemigo, se pretende destruir su voluntad de resistir mediante la intimidación, provocando sufrimiento a las poblaciones locales, ya que destruye sus propiedades y medios de subsistencia. Si se aplica en territorio propio al retirarse, el objetivo es retrasar o incluso detener el avance enemigo al dejarle sin recursos que aprovechar, o entorpeciendo su movimiento. 
La «tierra quemada» ha resultado históricamente muy eficaz para facciones que, de otra forma, no habrían sido capaces de resistir el avance de ejércitos mejor organizados y más poderosos, aunque en la guerra moderna su utilidad es menor, puesto que todo contingente armado suele cargar con sus propios suministros en lugar de vivir del terreno, como se hacía siglos atrás. En ese contexto, también se ha empleado la política de «tierra quemada» en la lucha contra movimientos guerrilleros con el fin de dificultar a los insurgentes el suministro y la ocultación entre la población civil.
La estrategia de destruir el suministro de alimentos y agua a la población civil en una zona de conflicto ha sido prohibida en virtud del artículo 54 del Protocolo I de los Convenios de Ginebra .
Está prohibido atacar, destruir, sustraer o inutilizar los bienes indispensables para la supervivencia de la población civil, tales como los productos alimenticios, las zonas agrícolas destinadas a la producción de productos alimenticios, las cosechas, el ganado, las instalaciones y reservas de agua potable y las obras de regadío, con el fin específico de privar de ellos por su valor de sustento a la población civil o a la Parte adversa, cualquiera que sea el motivo, ya sea para hacer morir de hambre a la población civil, para provocar su desplazamiento o por cualquier otro motivo. 

## Teoría militar
Clausewitz escribió en Principios de la guerra
En la guerra defensiva, al igual que en la ofensiva, es necesario perseguir un gran objetivo: la destrucción del ejército enemigo, ya sea mediante la batalla o dificultando en extremo su subsistencia. Así lo desorganizaremos y lo forzaremos a una retirada, durante la cual necesariamente sufrirá grandes pérdidas. La campaña de Wellington en 1810 y 1811 es un buen ejemplo.
Clausewitz escribió en Sobre la guerra:
Todo lo que rinde el país se tomará primero en beneficio del ejército en retirada, y se consumirá en su mayor parte. No quedarán más que aldeas y ciudades arrasadas, campos de los que se han recogido las cosechas o que han sido pisoteados, pozos vacíos y arroyos fangosos.El ejército perseguidor, por tanto, desde el primer día, tiene que enfrentarse con frecuencia a las necesidades más acuciantes.

## Acciones históricas de tierra quemada

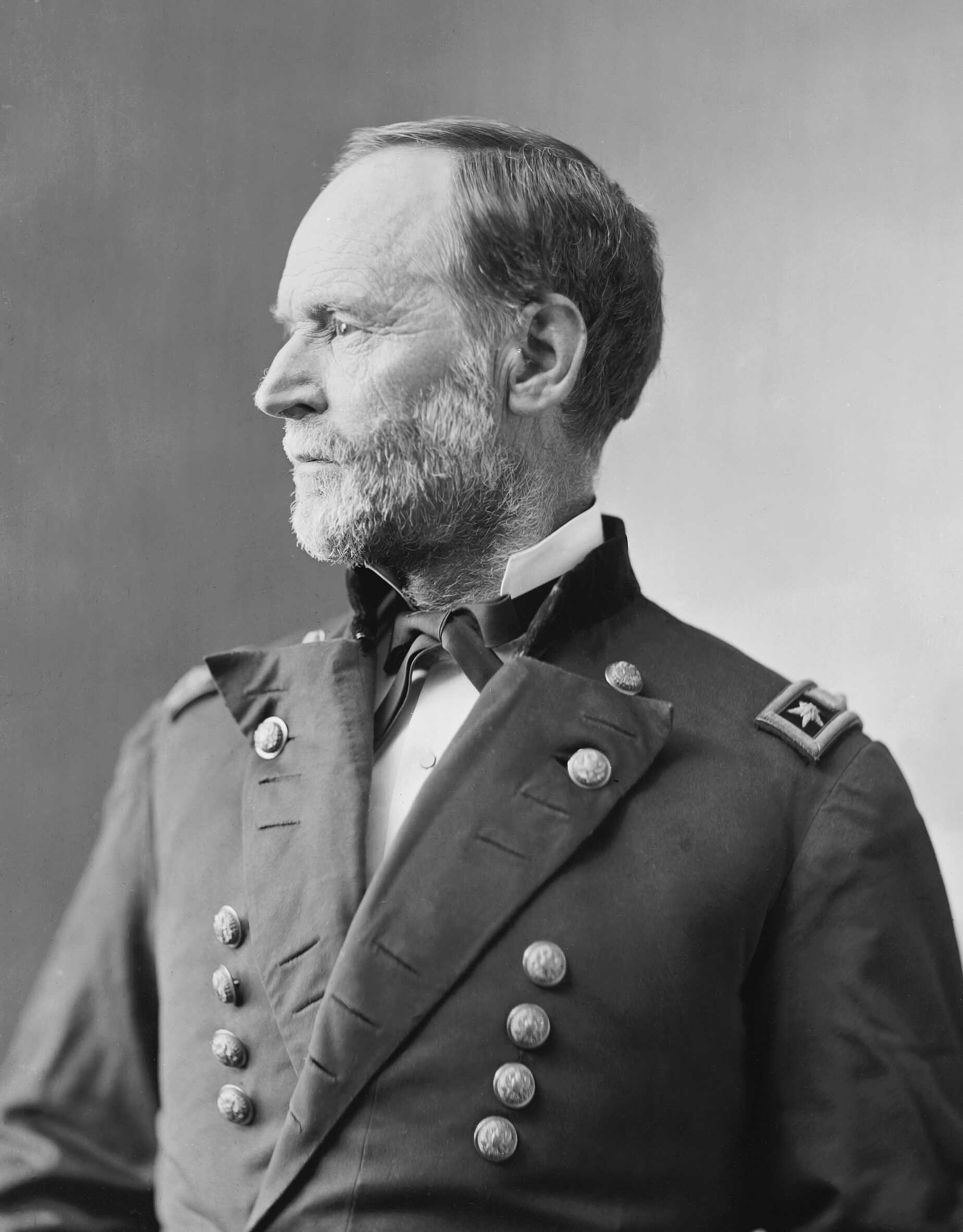
Mayor General William T. Sherman, uno de los más célebres exponentes de la estrategia de tierra quemada.

Esta estrategia ha sido utilizada en muchas ocasiones:
- Según narra el historiador Heródoto, esta táctica ya había sido usada por los escitas en la guerra contra los persas de Darío I. Fue tan efectiva que obligó al rey extranjero a volver a su patria sin conseguir dominar a dichos escitas.
- Vercingetórix aplicó este sistema en el sitio de Alesia en la guerra de las Galias contra César. Fue una de las primeras veces en haber sido empleado.
- Alfonso I el Católico utilizó este sistema en el s. VIII d. C. contra los musulmanes de Al-Ándalus, creando el Desierto del Duero.
- Durante las cruzadas (1096-1204), los musulmanes la emplearon a menudo, causando grandes demoras en el avance de los ejércitos cristianos.
- En la guerra de los Cien Años (1342-1450) fue utilizada tanto por ingleses como franceses.
- Vlad Tepes también empleó esta táctica durante la invasión turca de Valaquia en 1462, y fue tan efectiva que los turcos se retiraron sin dar batalla alguna.
- Durante la conquista de Quito a manos del ejército español comandado por Sebastián de Belalcázar, el general shyri-inca Rumiñahui aplicó la política de la tierra quemada antes de que el ibérico llegase a esta ciudad, aniquilando además a las Vírgenes del Sol y a miembros de la familia imperial, además de esconder los tesoros de los Templos del Sol y de la Luna (1564).
- Durante la gran guerra del Norte, Pedro el Grande de Rusia aplicó esta táctica antes de su victoria sobre los suecos en la batalla de Poltava en 1709. Esto se produjo tras la derrota de los refuerzos de Carlos XII de Suecia en la batalla de Lesnaya, y su consecuente negativa a retirarse a Polonia o a Suecia, decidiendo forzar la situación bélica al invadir Ucrania en su lugar. Pedro I retiró a su ejército hacia el sur, destruyó cualquier propiedad que sirviese a los suecos para apoyarse en su avance, impidiendo así el reaprovisionamiento de suministros locales por los suecos, quienes tuvieron que detener el avance en el invierno de 1708-1709.
- En la segunda Invasión Haitiana a los dominicanos en 1805 (más conocido por el hecho de El Degüello de Moca), después del sitio impuesto a la amurallada Ciudad de Santo Domingo, por casi un mes; el general haitiano Dessalines, ordenó la retirada de sus hordas a Puerto Príncipe y al norte de Haití bajo la estrategia de Tierra Arrasada, quemando ciudades y campos en su camino y conduciendo a los sobrevivientes delante de los animales, de manera que los más débiles y agotados quedarán pisoteados por los mismos.  a retira bajo el régimen de Tierra Arrasada, quemando todo a su paso.
- En la guerra de la Triple Alianza (1864- 1870), el mayor Martín Urbieta evitó el combate directo y utilizó está táctica contra los brasileños que lo superaban 5 veces en número para diezmar sus fuerzas y poder vencerlos durante la Campaña de Mato Grosso en el episodio conocido como la Retirada de Laguna.[6][7]
- En la Revolución mexicana, este método fue usado por las fuerzas federales de Victoriano Huerta y después comandadas por el general Juvencio Robles contra las fuerzas rebeldes de Emiliano Zapata durante los años 1911 a 1914. Tanto Huerta como Robles arrasaron pueblos enteros del estado de Morelos, como Ticumán, Elotes o Santa María. Pero el efecto fue contrario al esperado, pues provocó la ira y el odio de los campesinos, que fueron fortaleciendo las fuerzas zapatistas (el llamado Ejército Libertador del Sur), el cual logró derrotar y expulsar de Morelos al ejército federal en 1914.

## SigloXIX

### Guerras Napoleónicas
Durante la tercera Invasión napoleónica de Portugal en 1810, la población Portuguesa se replegó hacia Lisboa y recibió la orden de destruir todos los víveres que los franceses pudieran capturar, así como el forraje y los refugios, en un amplio cinturón a lo largo del país. (Aunque hacía poco que se habían inventado técnicas eficaces de conservación de alimentos, aún no eran aptas para uso militar porque todavía no se había inventado un recipiente con la resistencia adecuada.) La orden fue obedecida como resultado del saqueo francés y el maltrato general a los civiles en las invasiones anteriores. Los civiles preferían destruir todo lo que hubiera que dejar atrás antes que dejárselo a los franceses. Cuando los ejércitos franceses llegaron a las Líneas de Torres Vedras, camino de Lisboa, los soldados franceses informaron de que el país "parecía vaciarse ante ellos". La baja moral, el hambre, las enfermedades y la indisciplina debilitaron enormemente al ejército francés y obligaron a las fuerzas a retirarse, véase también Guerra de desgaste contra Napoleón.

Retirada de Napoleón de Moscú

En 1812, el emperador Alejandro I consiguió hacer inútil la invasión de Rusia por Napoleón aplicando una política de tierra quemada. A medida que los rusos se retiraban del avance del ejército francés, quemaban el campo por el que pasaban (y supuestamente Moscú), sin dejar nada de valor para el ejército francés que los perseguía. Al encontrarse sólo con tierras desoladas e inútiles, la Grande Armée de Napoleón no pudo utilizar su doctrina habitual de vivir de las tierras que conquistaba. Empujando implacablemente a pesar de la disminución de sus efectivos, el Gran Ejército se encontró con el desastre a medida que avanzaba la invasión. El ejército de Napoleón llegó a un Moscú prácticamente abandonado, que era un cascarón famélico de lo que había sido, en gran parte debido a las tácticas de tierra quemada de los rusos en retirada. Tras no haber conquistado prácticamente nada, las tropas de Napoleón se retiraron, pero la política de tierra quemada volvió a entrar en vigor porque, aunque se habían establecido algunos grandes depósitos de suministros en el avance, la ruta entre ellos ya había sido quemada y recorrida una vez. Así, el ejército francés pasó hambre mientras marchaba a lo largo de la ruta de invasión agotada de recursos.

### Guerra de Independencia de Sudamérica
En agosto de 1812, el general Manuel Belgrano encabezó el Éxodo Jujeño, un masivo desplazamiento forzado de personas de las actuales Jujuy y Salta hacia el sur. El Éxodo Jujeño fue llevado a cabo por las fuerzas patriotas del Ejército del Norte, que se enfrentaba a un ejército Realista.
Belgrano, ante la perspectiva de la derrota total y la pérdida territorial, además de las órdenes del Triunvirato de retroceder a Córdoba, ordenó a toda la población que empaquetara sus necesidades, incluidos alimentos y muebles, y que le siguieran en carruajes o a pie junto con el ganado y las bestias de carga que pudieran soportar el viaje. El resto (casas, cosechas, reservas de alimentos y cualquier objeto de hierro) debía ser quemado para privar a los realistas de recursos. La estricta política de tierra quemada le llevó a pedir el 29 de julio de 1812 a los jujeños que "demuestren su heroísmo" y se unan a la marcha del ejército bajo su mando "si, como aseguráis, queréis ser libres". El castigo por ignorar la orden era la ejecución, con la destrucción de las propiedades del desertor. Belgrano se esforzó por ganarse el apoyo del populacho y más tarde informó de que la mayoría de la gente le había seguido voluntariamente sin necesidad de recurrir a la fuerza.
El éxodo comenzó el 23 de agosto y reunió a personas de Jujuy y Salta. La gente viajó hacia el sur unos 250 kilómetros y finalmente llegó a orillas del río Pasaje, en la provincia de Tucumán, en las primeras horas del 29 de agosto. Aplicaron una política de tierra quemada y así los españoles avanzaron hacia un páramo. El ejército de Belgrano destruyó todo lo que pudiera dar cobijo o ser útil a los realistas.

### Guerra de Independencia de Grecia
En 1827, Ibrahim Pasha de Egipto dirigió una fuerza combinada otomano-egipcia en una campaña para aplastar a los revolucionarios griegos en el Peloponeso. En respuesta a los ataques de la guerrilla griega contra sus fuerzas en el Peloponeso, Ibrahim lanzó una campaña de tierra quemada que amenazaba a la población con la inanición y deportó a muchos civiles a la esclavitud en Egipto. Los incendios de aldeas y campos eran claramente visibles desde los barcos aliados que se encontraban frente a la costa. Un grupo de desembarco británico informó de que la población de Messinia estaba a punto de morir de hambre en masa. La política de tierra quemada de Ibrahim causó mucha indignación en Europa, lo que fue uno de los factores para que las Grandes Potencias (Reino Unido, el Reino de Francia y el Imperio Ruso) intervinieran decisivamente contra él en la Batalla de Navarino.

### Guerra filipino-estadounidense
La guerra filipino-estadounidense incluyó a menudo campañas de tierra quemada en el campo. Se quemaron y destruyeron pueblos enteros, con torturas (cura de agua) y la concentración de civiles en "zonas protegidas". Muchas víctimas civiles fueron causadas por la enfermedad y el hambre.
En la caza del líder guerrillero Emilio Aguinaldo, las tropas estadounidenses también envenenaron pozos de agua para tratar de expulsar a los rebeldes filipinos.

### Guerra civil americana

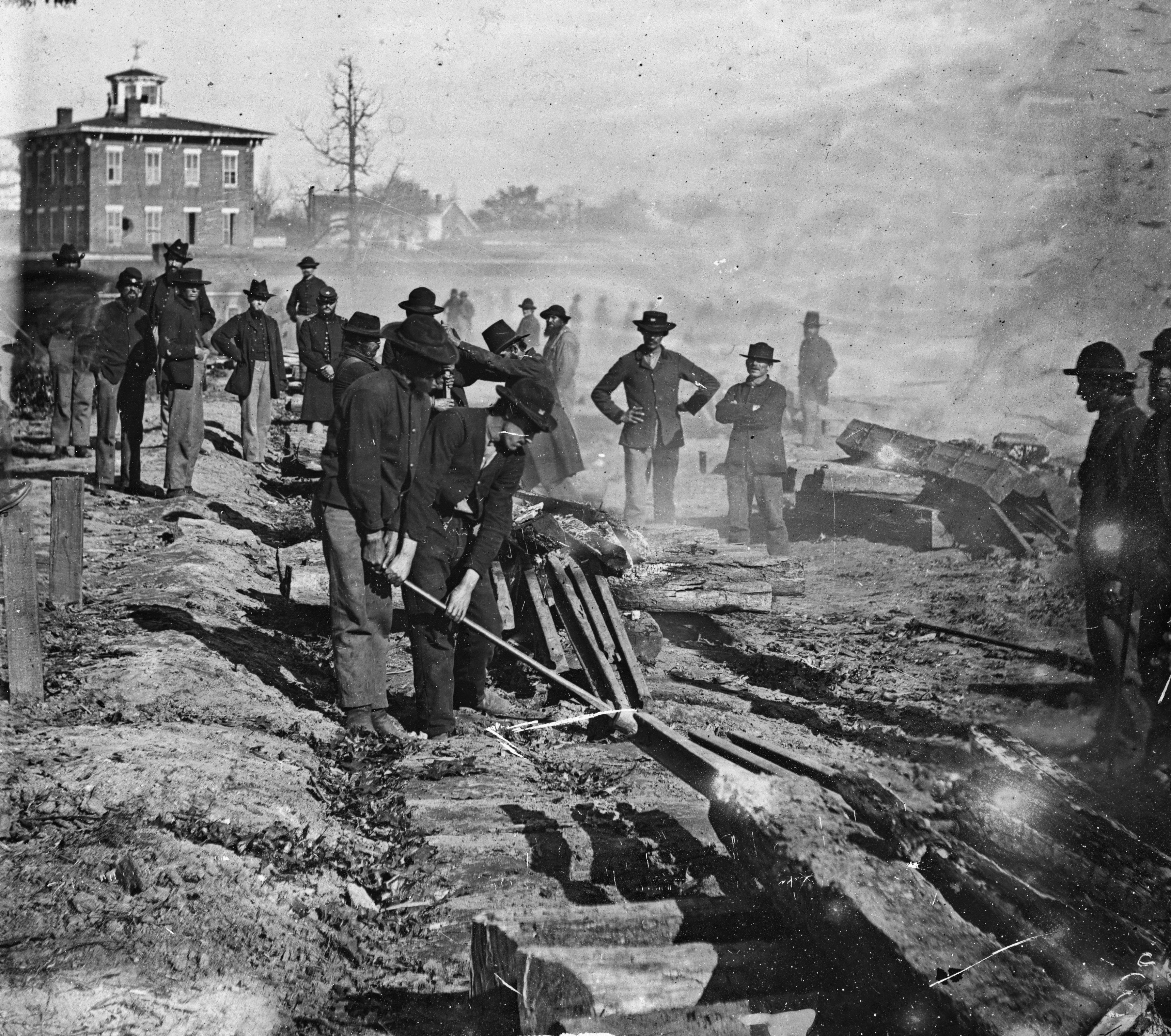
Las tropas de William Tecumseh Sherman destruyen un ferrocarril cerca de Atlanta

En la guerra civil americana, las fuerzas de la Unión bajo Philip Sheridan y William Tecumseh Sherman utilizaron la política ampliamente:
Bloquearon Los suministros al alcance de los ejércitos confederados los consideraba tanto contrabando como armas o almacenes de artillería. Su destrucción se llevó a cabo sin derramamiento de sangre y tendía al mismo resultado que la destrucción de los ejércitos. Continué con esta política hasta el final de la guerra. Sin embargo, se desalentó y castigó el pillaje promiscuo. Siempre se dieron instrucciones para tomar provisiones y forraje bajo la dirección de oficiales comisionados que debían dar recibos a los propietarios, si estaban en casa, y entregar la propiedad a los oficiales de los departamentos de intendencia o comisariato para que se expidieran como si hubieran sido suministrados desde nuestros depósitos del Norte. Pero mucho fue destruido sin recibos a los propietarios cuando no podía ser traído dentro de nuestras líneas y de otro modo habría ido al apoyo de la secesión y la rebelión. Creo que esta política ejerció una influencia material en acelerar el fin.}
El general Sherman utilizó esa política durante su Marcha hacia el mar.
Otro acontecimiento, en respuesta a la [[masacre de Lawrence|cometida por William Quantrill en Lawrence, Kansas]] y las numerosas bajas civiles, incluida la muerte de 150 hombres, el general de brigada Thomas Ewing Jr., cuñado de Sherman, emitió la Orden General n.º 11 (1863) para ordenar la evacuación casi total de tres condados y medio en el oeste de Misuri, al sur de Kansas City, que posteriormente fueron saqueados e incendiados por las tropas del Ejército de EE. UU.. Bajo la dirección general de Sherman, el general Philip Sheridan siguió esa política en el Valle de Shenandoah de Virginia y luego en las Guerras Indias de las Grandes Llanuras.

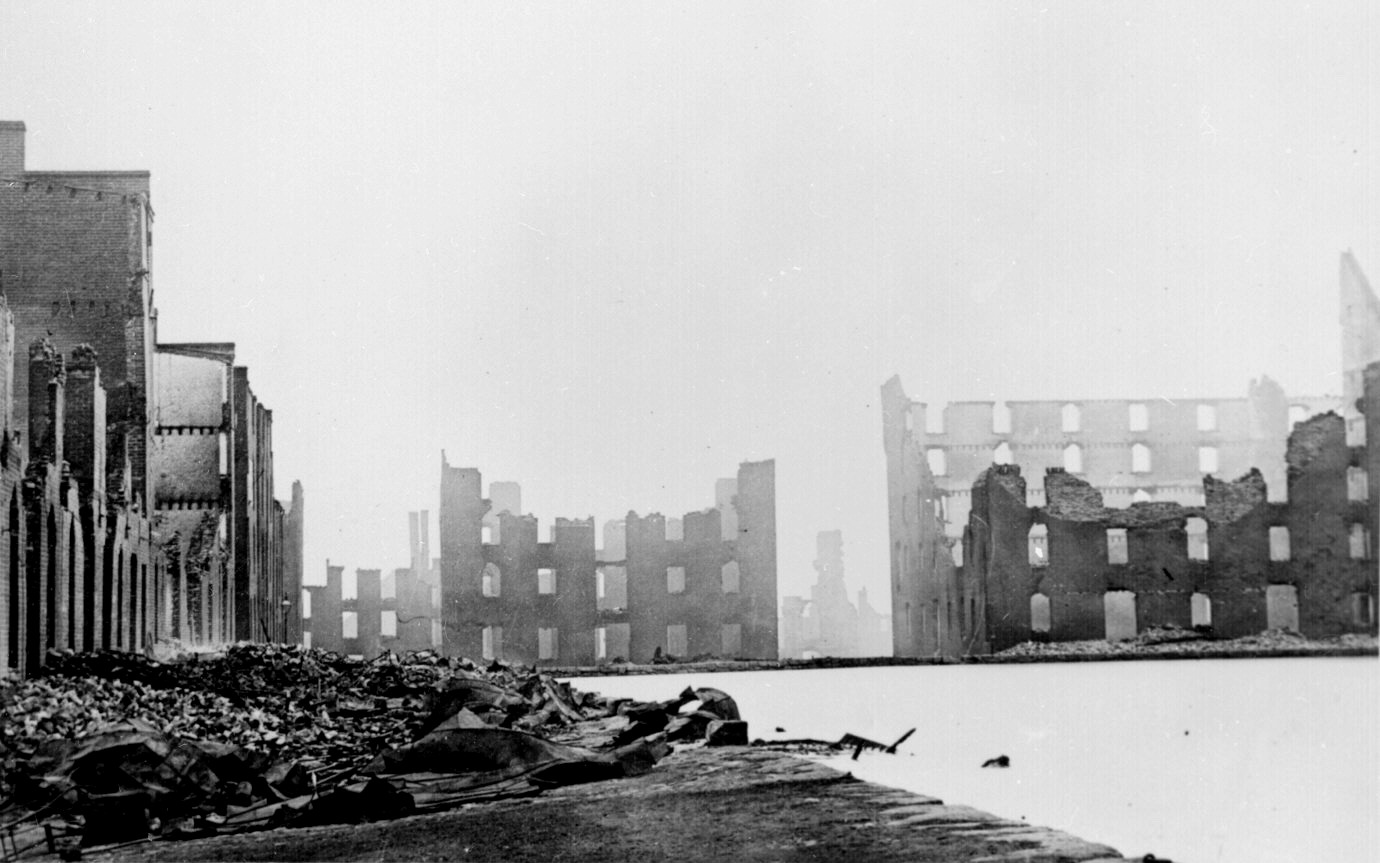
Las ruinas de Richmond, Virginia tras ser incendiada por soldados confederados en retirada en abril de 1865

Cuando las fuerzas del general Ulysses Grant rompieron las defensas de Richmond, Virginia, el presidente confederado Jefferson Davis ordenó la destrucción de los suministros de importancia militar de Richmond. La conflagración resultante destruyó muchos edificios, la mayoría comerciales, así como los buques de guerra confederados atracados en el río James. Los civiles, presas del pánico, se vieron obligados a escapar de los incendios que habían sido provocados por su propio gobierno.

### Guerras de los nativos americanos

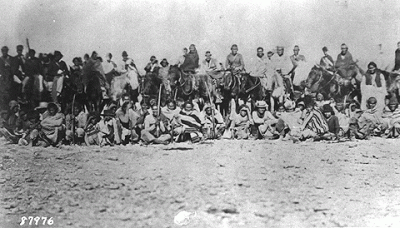
Navajo en la "Long Walk"

Durante las guerras con las tribus Nativos americanos del Oeste americano, Kit Carson, bajo la dirección de James Henry Carleton, instituyó una política de tierra quemada, quemando los campos y hogares de los Navajos y robando o matando su ganado. Contó con la ayuda de otras tribus indias enemistadas desde hacía tiempo con los navajos, principalmente la tribu ute. Los navajos se vieron obligados a rendirse debido a la destrucción de su ganado y de sus reservas de alimentos. En la primavera de 1864, 8.000 hombres, mujeres y niños navajos fueron obligados a marchar 300 millas hasta Fort Sumner, Nuevo México. Los navajos lo llaman "La larga marcha". Muchos murieron en el camino o durante sus cuatro años de internamiento.

### Segunda Guerra de los Bóeres

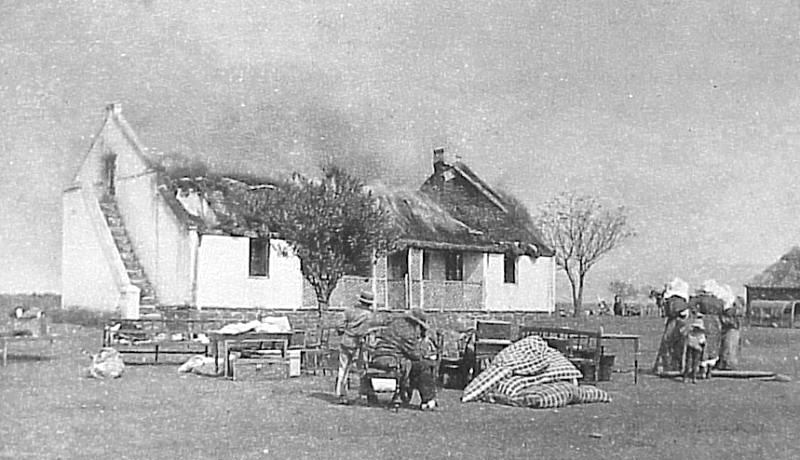
Bóer civiles observando a soldados británicos volar su casa con dinamita después de que les hubieran dado 10 minutos para recoger sus pertenencias.

Durante la segunda guerra bóer (1899-1902), las fuerzas británicas aplicaron una política de tierra quemada en las repúblicas bóer ocupadas bajo la dirección del general Lord Kitchener. Numerosos bóeres, negándose a aceptar la derrota militar, adoptaron la guerra de guerrillas a pesar de la captura de sus dos capitales. Como resultado, bajo el mando de Lord Kitchener, las fuerzas británicas iniciaron una política de destrucción de las granjas y los hogares de los civiles de las repúblicas para impedir que los bóeres que aún luchaban obtuvieran alimentos y suministros. Los no combatientes bóer que habitaban las repúblicas (en su mayoría mujeres y niños) fueron internados en campos de concentración para evitar que abastecieran a las guerrillas que aún estaban en el campo de batalla.
La existencia de los campos de concentración fue expuesta por la activista inglesa Emily Hobhouse, que recorrió los campos y comenzó a solicitar al Gobierno británico que cambiara su política. En un intento de contrarrestar el activismo de Hobhouse, el gobierno británico encargó a la Comisión Fawcett, pero ésta confirmó las conclusiones de Hobhouse. El gobierno británico afirmó entonces que consideraba que los campos de concentración eran una medida humanitaria y que se habían creado para atender a los no combatientes desplazados hasta el final de la guerra, en respuesta a las crecientes críticas a los campos en Gran Bretaña. Varios factores, como los brotes de enfermedades infecciosas, la falta de planificación y de suministros para los campos y el hacinamiento, provocaron la muerte de numerosos internos en los campos. Una década después de la guerra, el historiador P. L. A. Goldman estimó que 27.927 bóeres murieron en los campos de concentración, 26.251 mujeres y niños (de los cuales más de 22.000 eran menores de 16 años) y 1.676 hombres mayores de 16 años, siendo 1.421 mayores de 16 años.

### Guerras de Nueva Zelanda
En 1868, los Tūhoe, que habían dado cobijo al líder Māori Te Kooti, fueron así sometidos a una política de tierra quemada en la que se destruyeron sus cultivos y edificios y se capturó a las personas en edad de combatir.

## Época contemporánea
Durante la segunda guerra sino-japonesa, los soldados chinos destruyeron represas con el objetivo de inundar la tierra y detener el avance de los japoneses, dando como resultado la inundación de Huang He en 1938.
En Estados Unidos, por ejemplo, correspondía al Comando Aéreo Estratégico con sus bombarderos y misiles balísticos intercontinentales, en conjunto con los misiles balísticos lanzados desde submarinos de la Armada, la responsabilidad de esta misión, cuyo carácter disuasivo se mostró altamente eficaz en ese período. Una conclusión del mismo tipo puede derivarse respecto a las instituciones de defensa soviéticas análogas a las estadounidenses, que tenían un potencial similar de destrucción. La amenaza de destrucción mutua asegurada de gran parte de la población civil y de los medios de producción fue reconocida y aceptada como parte de la necesidad militar de la época.
Durante la Segunda Guerra Mundial, a medida que las tropas alemanas avanzaban por Francia, los ejércitos aliados francobritánicos destruían las líneas telegráficas y telefónicas antes de abandonar una ciudad. Esto les proporcionaba una ventaja táctica, porque obligaba a los tudescos a utilizar exclusivamente sistemas de radio para sus comunicaciones, las cuales podían interceptarse. A pesar de que los mensajes se cifraban mediante la máquina Enigma, aún era posible obtener algo de información por medio de técnicas como el pulso del telegrafista, o el aumento, disminución o procedencia de los mensajes. 
También en la Segunda Guerra Mundial, durante la invasión alemana de la Unión Soviética el Ejército Rojo usó esta táctica contra las tropas alemanas en la segunda mitad de 1941. Si bien la estrategia inicial soviética era prohibir toda retirada, al tornarse cada vez más difícil la resistencia a ultranza, se optó por evacuar al este del país la industria pesada indispensable para el esfuerzo bélico (siderurgia, armamento, vehículos, entre otros). De hecho, a inicios de 1942 gran parte de la industria soviética en las regiones occidentales -y sus obreros especializados- fue trasladada aceleradamente a las regiones de los Urales, destruyendo las tropas soviéticas toda la infraestructura física imposible de transportar (carreteras, puentes, vías de ferrocarril, hidroeléctricas).